# Gustav Larsson

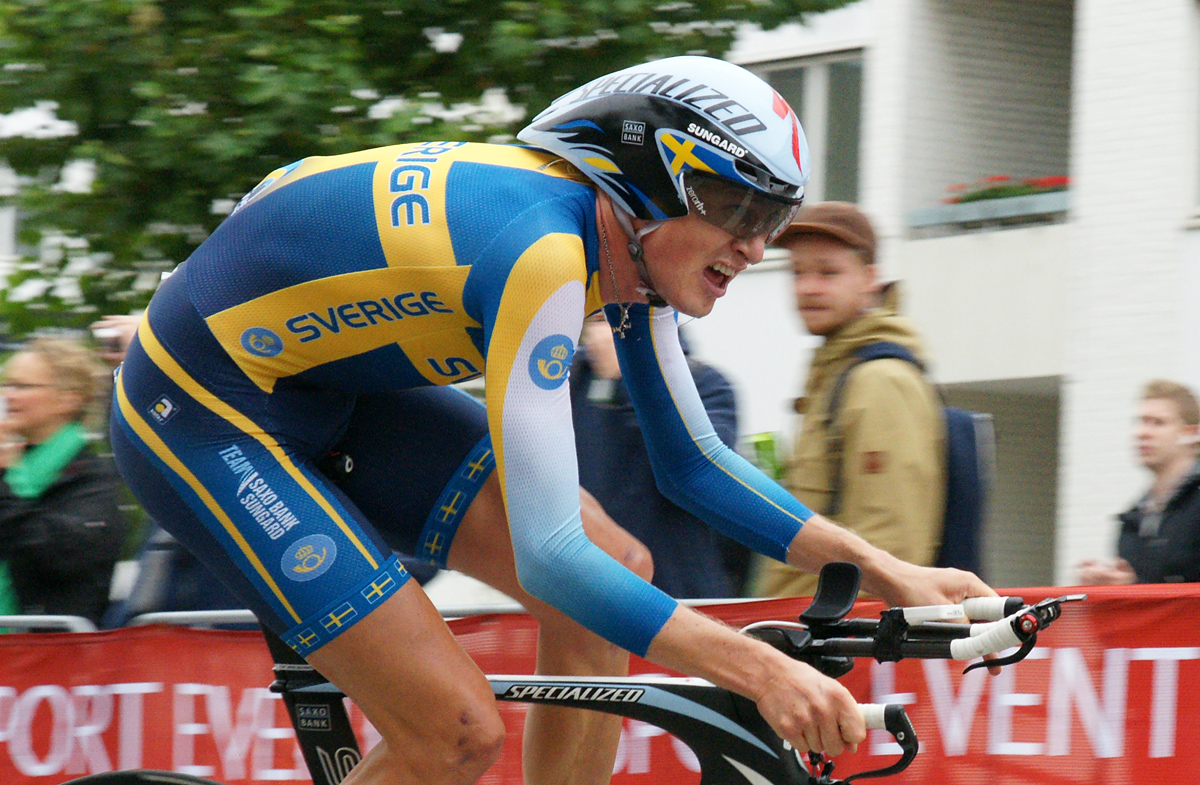
Gustav Erik Larsson bei den Weltmeisterschaften 2011 im EZF

Gustav Erik Larsson (* 20. September 1980 in Gemla bei Växjö) ist ein ehemaliger schwedischer Radrennfahrer.

## Karriere
Gustav Erik Larsson begann seine internationale Karriere 2002 beim Team Crescent und konnte zweite Plätze beim Grand Prix Guillaume Tell und den Schwedischen Meisterschaften im Einzelzeitfahren erzielen. Er siegte im Solleröloppet.
2003 wechselte Larsson zu Fassa Bortolo und erzielte mit Platz 16 bei den Weltmeisterschaften im Einzelzeitfahren einen Achtungserfolg. 2004 verpasste er um 11 Sekunden die Bronzemedaille bei den Weltmeisterschaften im Einzelzeitfahren. 2006 fuhr er für das Team Française des Jeux und nahm zum ersten Mal an der Tour de France teil und konnte auf der 6. Etappe mit Platz 4 im Einzelzeitfahren vorweisen. 2007 fuhr Larsson für das Team  Unibet.com und belegte zu Beginn der Saison einem fünften Platz bei der Tour Down Under. Das Einzelzeitfahren Chrono des Nations beendete er als Sechster, die Luxemburg-Rundfahrt als Siebter und die Deutschland Tour als Achter.
Larsson wechselte zur Saison 2008 zu Bjarne Riis in das Team Saxo Bank. Er beendete die Kalifornien-Rundfahrt als Fünfter, Tirreno-Adriatico als Sechster, das Criterium International als Zweiter. Beim Giro d’Italia verfehlte er mit seinem Team knapp den Sieg beim Mannschaftszeitfahren auf der 1. Etappe um 6 Sekunden. Er belegte am Ende den 14. Gesamtplatz. Bei der Sachsen-Tour wurde er Fünfter und bei der Dänemark-Rundfahrt Vierter. Bei den Olympischen Sommerspielen in Peking holte er die Silbermedaille hinter Fabian Cancellara mit 33 Sekunden Rückstand im Einzelzeitfahren. Bei den Weltmeisterschaften im Einzelzeitfahren in Varese wurde er Fünfter. 2009 schloss er die Tour of Missouri als Zweiter und die Luxemburg-Rundfahrt als Siebter ab. Bei den Weltmeisterschaften im Einzelzeitfahren in Mendrisio musste er sich wieder nur Fabian Cancellara geschlagen geben und wurde Zweiter. 2010 gewann er die letzte Etappe beim Giro d’Italia. Die Tour de Suisse beendete er auf dem 11. Platz und wurde kurz darauf Schwedischer Meister im Einzelzeitfahren und Vize-Meister im Straßenrennen. Die Vuelta a Espana wurde er jeweils Vierter bei den beiden Einzelzeitfahren und beendete die Rundfahrt auf dem 18. Platz. Bei den Weltmeisterschaften im Einzelzeitfahren in Geelong wurde er Zehnter. Neben dem erneuten Titelgewinn 2011 bei den Schwedischen Meisterschaften im Einzelzeitfahren wurde er noch Zweiter beim Chrono des Nations. 2012 wechselt er zum Vacansoleil-DCM Pro Cycling Team.
2013 schloss er sich dem Team IAM Cycling an und wurde Fünfter bei der Tour du Poitou Charentes und Zweiter beim Chrono des Nations. Bei der Tour of Norway 2014 verpasste er knapp den Tagessieg auf der 3. Etappe und beendete die Rundfahrt als Vierter. Bei einem Trainingssturz hat sich Larsson mehrere Brüche zugezogen und konnte deshalb nicht an den Weltmeisterschaften teilnehmen. 2015 startete er für das Team Cult Energy Pro Cycling und belegte bei der Bayern-Rundfahrt und der Tour of Norway jeweils den neunten Gesamtrang. Er verpasste 2015 den Stundenweltrekord  mit 52,491 km von Rohan Dennis auf der Bahn in Manchester zu verbessern, aber seine 50,016 km waren neuer schwedischer Stundenrekord. Nach der Saison 2016 beendete er seine Straßenkarriere aufgrund von angeblichen vertraglichen Schwierigkeiten mit dem Team. Er erklärte sich auf Mountainbikewettbewerbe konzentrieren zu wollen.

## Familie
Larsson ist mit der ehemaligen schwedischen Radrennfahrerin Veronica Andréasson verheiratet. Das Paar hat ein Kind und lebt gemeinsam im italienischen Besano.

## Erfolge
2002
- Gesamtwertung und eine Etappe Slowakei-Rundfahrt
- eine Etappe Grand Prix Guillaume Tell
- eine Etappe Ringerike Grand Prix

2006
- Schwedischer Meister – Einzelzeitfahren

2007
- Schwedischer Meister – Einzelzeitfahren

2008
- eine Etappe Dänemark-Rundfahrt
- Olympische Spiele – Einzelzeitfahren
- Mannschaftszeitfahren Polen-Rundfahrt

2009
- Gesamtwertung und eine Etappe Tour du Poitou Charentes
- Weltmeisterschaft – Einzelzeitfahren

2010
- eine Etappe Giro d’Italia
- Gesamtwertung und eine Etappe Tour du Limousin
- Schwedischer Meister – Einzelzeitfahren
- eine Etappe und Punktewertung Vuelta a Madrid

2011
- Schwedischer Meister – Einzelzeitfahren

2012
- eine Etappe Paris–Nizza
- Schwedischer Meister – Einzelzeitfahren

2013
- Schwedischer Meister – Einzelzeitfahren

2015
- Schwedischer Meister – Einzelzeitfahren

## Wichtige Platzierungen
Grand Tours
| Grand Tour            | 2003 | 2004 | 2005 | 2006 | 2007 | 2008 | 2009 | 2010 | 2011 | 2012 | 2013 | 2014 |
| --------------------- | ---- | ---- | ---- | ---- | ---- | ---- | ---- | ---- | ---- | ---- | ---- | ---- |
| Giro d’ItaliaGiro     | –    | –    | –    | 66   | –    | 14   | –    | 59   | –    | 35   | –    | –    |
| Tour de FranceTour    | –    | –    | –    | 103  | –    | –    | 50   | –    | –    | DNF  | –    | –    |
| Vuelta a EspañaVuelta | –    | –    | –    | –    | –    | –    | –    | 18   | –    | –    | –    | –    |

Monumente des Radsports
| Monument                 | 2003 | 2004 | 2005 | 2006 | 2007 | 2008 | 2009 | 2010 | 2011 | 2012 | 2013 | 2014 |
| ------------------------ | ---- | ---- | ---- | ---- | ---- | ---- | ---- | ---- | ---- | ---- | ---- | ---- |
| Mailand–Sanremo          | –    | –    | –    | –    | –    | –    | –    | 128  | 142  | 64   | 116  | –    |
| Flandern-Rundfahrt       | –    | –    | –    | 91   | –    | –    | –    | 84   | 58   | 41   | 70   | –    |
| Paris–Roubaix            | DNF  | –    | –    | 70   | –    | –    | –    | DNF  | 43   | 31   | DNF  | –    |
| Lüttich–Bastogne–Lüttich | –    | –    | –    | DNF  | –    | 94   | DNF  | –    | –    | –    | –    | 84   |
| Lombardei-Rundfahrt      | –    | DNF  | –    | DNF  | –    | 53   | 35   | DNF  | –    | –    | –    | –    |